# San Bartolomé Yucuañe
San Bartolomé Yucuañe är en kommun i Mexiko.   Den ligger i delstaten Oaxaca, i den sydöstra delen av landet, 300 km sydost om huvudstaden Mexico City.